# Dose létale minimale
Ne doit pas être confondu avec dose toxique minimale.
Pour les articles homonymes, voir DLM.
En toxicologie, la dose létale minimale (DLM ou DLmin), en notation internationale LDLo ((en) lowest published lethal dose), est la plus petite dose d'une substance nécessaire pour provoquer la mort chez une espèce animale particulière.
Elle est généralement indiquée en milligrammes par kilogramme. L'espèce et le mode d'administration (p. ex. ingérée, inhalée, par voie intraveineuse) doivent être généralement indiqués. On associe généralement la durée de l'expérience (24 h, 48 h ou 96 h).
Dose mortelle minimale, dose minimale létale (ou léthale) ou dose minimum létale sont des synonymes.
L'exposition, ingestion… de la LDLo ne cause pas un décès à coup sûr : c'est simplement la dose minimale constatée ayant entraîné un décès lors des protocoles expérimentaux. La dose létale médiane donne une indication statistique souvent plus éclairante sur la létalité d'une substance.